# Burning Lights
Burning Lights é o sétimo álbum de estúdio do cantor norte-americano Chris Tomlin, lançado a 8 de Janeiro de 2013 através da sixstepsrecords. O disco estreou na primeira posição da Billboard 200 dos Estados Unidos com 73 mil cópias vendidas.

## Lista de Músicas
| 1  | "Burning Lights"                                       | Daniel Carson, Jason Ingram, Jesse Reeves, Chris Tomlin                               |
| 2  | "Awake My Soul"                                        | Carson, Ingram, Reeves, Tomlin                                                        |
| 3  | "Whom Shall I Fear [God of Angel Armies]"              | Ed Cash, Scott Cash, Tomlin                                                           |
| 4  | "Lay Me Down"                                          | Ingram, Jonas Myrin, Matt Redman, Tomlin                                              |
| 5  | "God's Great Dance Floor"                              | Nick Herbert, Martin Smith, Tomlin                                                    |
| 6  | "White Flag"                                           | ngram, Matt Maher, Redman, Tomlin                                                     |
| 7  | "Crown Him (Majesty)" (featuring Kari Jobe)            | Matthew Bridges, E. Cash, George J. Elvey, Maher, Godfrey Thring, Tomlin, Traditional |
| 8  | "Jesus, Son of God" (featuring Christy Nockels)        | Ingram, Maher, Tomlin                                                                 |
| 9  | "Sovereign"                                            | Martin Chalk, Ingram, Myrin, Redman, Tomlin                                           |
| 10 | "Countless Wonders"                                    | Matt Armstrong, E. Cash, Tomlin                                                       |
| 11 | "Thank You God for Saving Me" (featuring Phil Wickham) | Tomlin, Phil Wickham                                                                  |
| 12 | "Shepherd Boy"                                         | Smith, Tomlin                                                                         |

## Desempenho nas tabelas musicais

### Posições
| Tabela musical (2013)                       | Melhor posição |
| ------------------------------------------- | -------------- |
| Canadá - Canadian Albums                    | 25             |
| Estados Unidos - Billboard 200              | 1              |
| Estados Unidos - Billboard Christian Albums | 1              |

## Prêmios
Este album recebeu o premio na categoria Praise and Worship Album no 44th GMA Dove Awards.